# Лекарциці-Нові
Лекарциці-Нові (пол. Lekarcice Nowe) — село в Польщі, у гміні Промна Білобжезького повіту Мазовецького воєводства.
Населення — 107 осіб (2011).

## Демографія
Демографічна структура станом на 31 березня 2011 року:
|          | Загалом | Допрацездатний вік | Працездатний вік | Постпрацездатний вік |
| -------- | ------- | ------------------ | ---------------- | -------------------- |
| Чоловіки | 49      | 7                  | 32               | 10                   |
| Жінки    | 58      | 15                 | 32               | 11                   |
| Разом    | 107     | 22                 | 64               | 21                   |